# Costa Sacate
Costa Sacate är en ort i Argentina.   Den ligger i provinsen Córdoba, i den centrala delen av landet, 600 km nordväst om huvudstaden Buenos Aires. Costa Sacate ligger 308 meter över havet och antalet invånare är 1 288.
Terrängen runt Costa Sacate är platt, och sluttar österut. Närmaste större samhälle är Pilar, 11,9 km väster om Costa Sacate.
Trakten runt Costa Sacate består till största delen av jordbruksmark. Runt Costa Sacate är det ganska glesbefolkat, med 21 invånare per kvadratkilometer.